# Lauren Branning

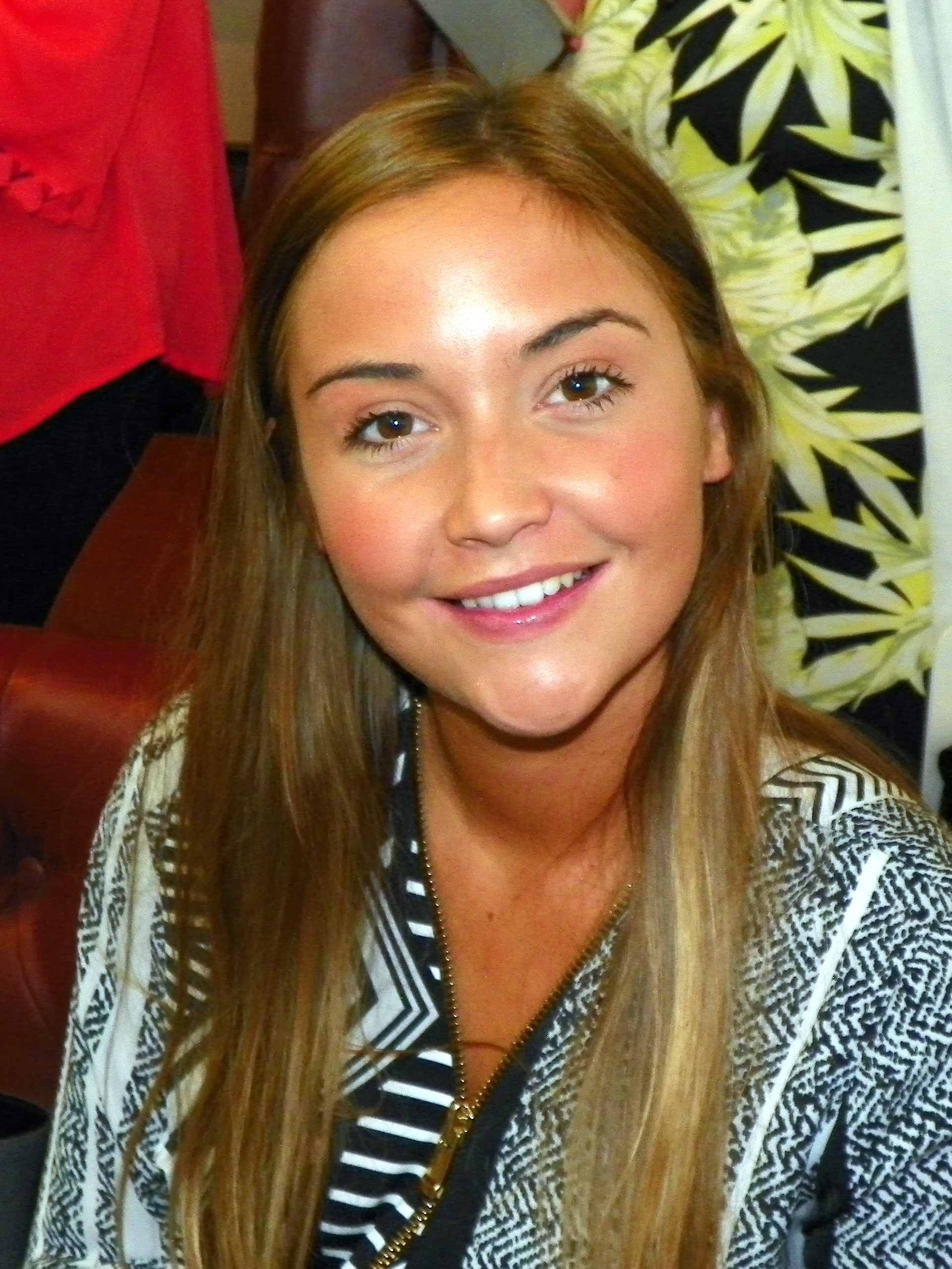
Laureen Branning sonriendo

Lauren Branning es un personaje ficticio de la serie de televisión británica EastEnders, interpretada por la actriz Jacqueline Jossa del 27 de septiembre de 2010, hasta el 16 de febrero del 2018. Anteriormente fue interpretada por la actriz Madeline Duggan desde el 3 de julio de 2006 hasta el 23 de junio del 2010.

## Antecedentes
Lauren es el resultado de la aventura entre Max Branning y Tanya Cross, Max dejó a su esposa Rachel y a su pequeño hijo Bradley Branning para casarse con Tanya y ser padre de Lauren. Poco después a su nueva familia se les unieron sus pequeños hermanos Abi y Oscar.
Es muy buena amiga de Whitney Dean y de Lucy Beale.

## Biografía
En el 2013 Lauren comienza a tener graves problemas con el alcohol, más tarde sus padres tienen que internarla en el hospital luego de que comenzara a tener fuertes dolores, ahí los doctores les dicen a Max y Tanya que si Lauren volvía a tomar alcohol eso podría matarla, preocupada Tanya decide ir a Exeter donde interna a Lauren en un centro de rehabilitación.
En febrero del 2015 Lauren descubre que está embarazada de su prometido Peter Beale, a finales del mes Peter y Lauren deciden mudarse a Nueva Zelanda y comenzar una nueva vida como una familia.
El 16 de febrero del 2018 Lauren decide irse de Walford junto a su madre Tanya y su hijo Louie, después de asistir al funeral de su hermana menor, Abi.